# 149865 Michelhernandez
149865 Michelhernandez è un asteroide della fascia principale. Scoperto nel 2005, presenta un'orbita caratterizzata da un semiasse maggiore pari a 2,6427606 UA e da un'eccentricità di 0,1883891, inclinata di 3,43978° rispetto all'eclittica.